# Hagia Irene
Hagia Irene sau Hagia Eirene (din greacă de la Αγια Εἰρήνη, „Sfânta Pace”) este o fostă biserică ortodoxă din orașul Istanbul, Turcia. În prezent monumentul este muzeu.

## Istorie

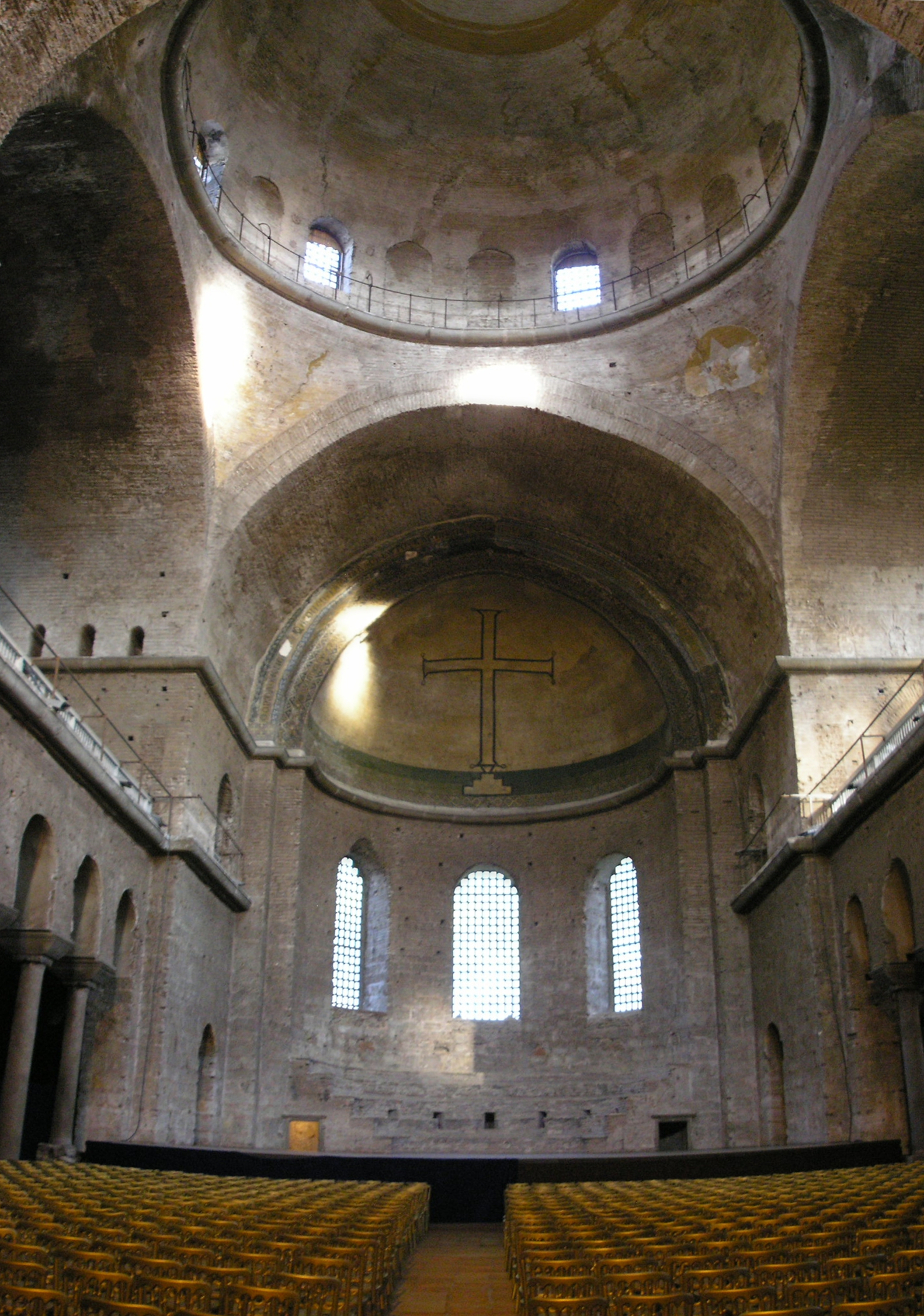
Interiorul

Hagia Irene a fost construită în secolul al IV-lea de către împăratul Constantin cel Mare. Ea a găzduit Primul conciliu de la Constantinopol din anul 381, și a fost catedrala Patriarhiei de Constantinopol până la construirea uriașei Hagia Sofia din secolul al VI-lea. 
Această biserică a fost una dintre cele trei biserici din Imperiul Bizantin ce erau închinate atributelor lui Dumnezeu: Hagia Sofia (Sfânta Înțelepciune), Hagia Irene (Sfânta Pace) și Hagia Dynamis (Sfânta Putere). Ea a ars în timpul Răscoalei Nika din anul 532, fiind restaurată în anul 548 de împăratul Iustinian I. În secolul al VIII-lea, în timpul Crizei Iconoclaste din Imperiul Bizantin, icoanele și frescele bisericii au fost distruse, rămânând cu nimic altceva decât cu o cruce pictată în ulei pe peretele estic.
În anul 1453, după cucerirea Constantinopolului de către turcii otomani conduși de sultanul Mahomed al II-lea, Hagia Irene a fost închisă între zidurile viitorului Palat Topkapî și a fost transformată într-un depozit de arme pentru ieniceri. În anul 1846 Ahmed Fethi Pașa a transformat depozitul într-un muzeu de arme.
În prezent muzeul servește în principal ca sală de concerte pentru spectacolele de muzică clasică. Începând cu anul 1980 aici au avut loc majoritatea concertelor Festivalului Internațional de Muzică de la Istanbul. În anul 2000 designerul turc Faruk Saraç a ținut aici un spectacol special. Au fost expuse o colecție de 700 de piese inspirate după hainele originale otomane, inclusiv 36 de costumații ale sultanilor, începând de la Osman I (1300-1326), primul sultan până la Mehmed al VI-lea (1918-1922), ultimul sultan. Spectacolul a fost însoțit de muzică și scenete teatrale.

## Legături externe
- en  Hagia Eirene - byzantium1200.com